# Luis Fernando Castillo Mendez
Luis Fernando Castillo Méndez (n. Caracas; 4 de diciembre de 1922 - Brasilia; 29 de octubre de 2009) fue un obispo venezolano naturalizado brasileño, miembro de la Iglesia Católica Apostólica Brasileña, no en comunión con la Santa Sede. De 1964 a 2009 fue proclamado patriarca de la misma Iglesia Brasileña. También fue jefe de las Iglesias Católicas Apostólicas Nacionales (ICAN) y de la Comunión Mundial de Iglesias Católicas Apostólicas Nacionales (WCCAC), intenta formar una asociación internacional de iglesias católicas independientes.

## Biografía
Fue ordenado sacerdote en 1944, e inmediatamente censurado, y posteriormente no fue reconocido como sacerdote católico romano. El 8 de marzo de 1947, fundó la Iglesia Católica Apostólica Venezolana (Iglesia Católica Apostólica Venezolana Independiente, ICAV), que luego fue excomulgada por la Santa Sede.
El 3 de mayo de 1948 fue consagrado obispo y patriarca de la misma iglesia venezolana por el obispo excomulgado Carlos Duarte Costa en Panamá. Posteriormente sucedió a Duarte Costa y se convirtió en presidente del Consejo Episcopal del ICAB en 1982. Murió en 2009

## Galería fotográfica

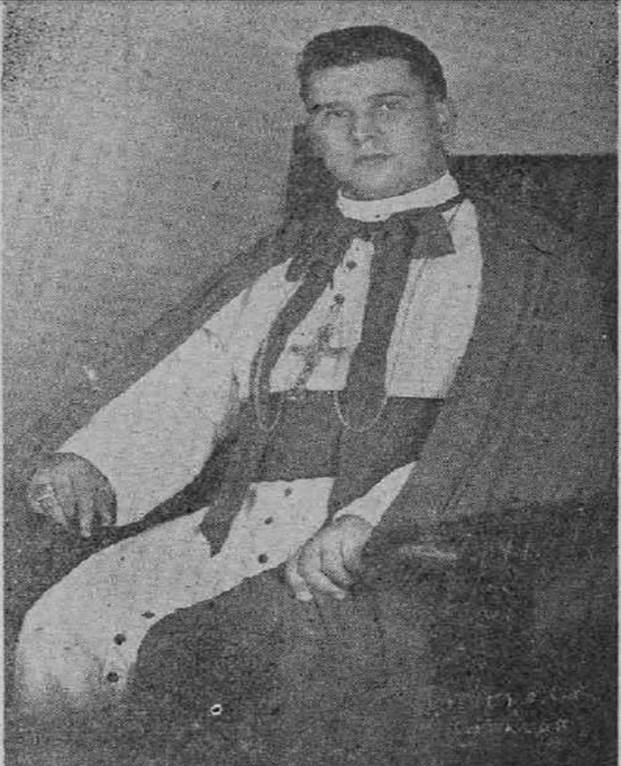
Castillo Mendez EN 1948
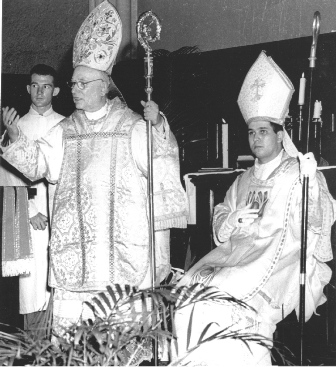
Mons. Castillo Mendez (a derecha) siendo ordenado obispo por mons. Carlos Duarte Costa
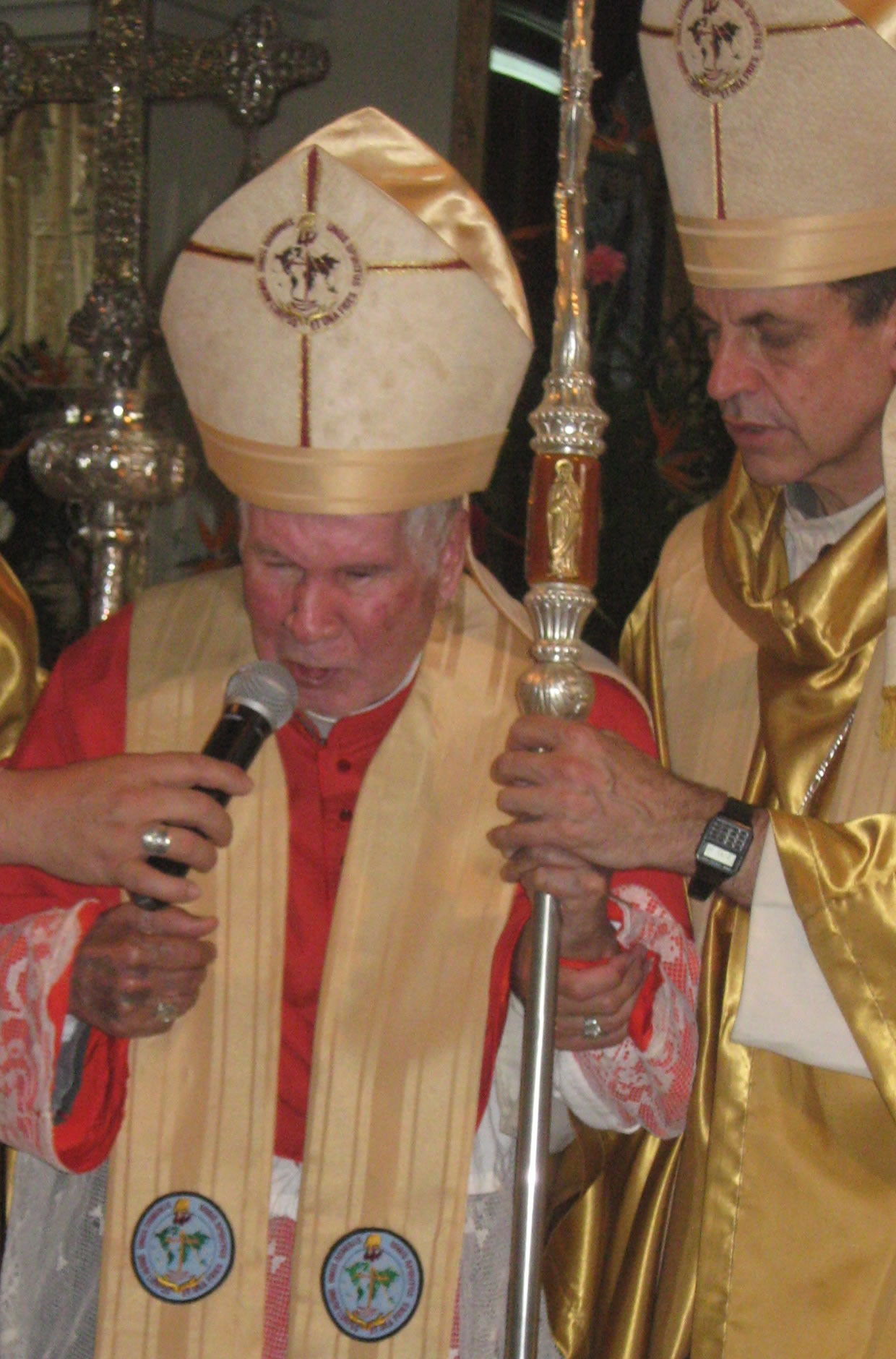
Mons. Castillo Mendez con mons. Eduardo Aguirre Oestmann